# أرماندو بيكر
أرماندو بيكر (بالإسبانية: Armando Becker) (9 يونيو 1966 بكاراكاس في فنزويلا - ) هو لاعب كرة سلة فنزويلي في مركز هجوم صغير الجسم، شارك في بطولة أمم الأمريكتين لكرة السلة 2001 وبطولة أمم الأمريكتين لكرة السلة 1993 ودورة الألعاب الأمريكية 1987 وبطولة أمم الأمريكتين لكرة السلة 1999 ودورة الألعاب الأمريكية 1991 وبطولة أمم الأمريكتين لكرة السلة 1997 وبطولة أمم الأمريكتين لكرة السلة 1988 وبطولة أمم الأمريكتين لكرة السلة 1995 وبطولة أمم الأمريكتين لكرة السلة 1989 وبطولة كأس العالم لكرة السلة 1990.

## وصلات خارجية
- أرماندو بيكر على موقع الاتحاد الدولي لكرة السلة (الإنجليزية)
- أرماندو بيكر على موقع كرة السلة الأوروبية.كوم (الإنجليزية)